# 로제 기유맹
로제 샤를 루이 기유맹(프랑스어: Roger Charles Louis Guillemin, 1924년 1월 11일~2024년 2월 21일)은 프랑스 출신의 미국의 생리학자이다. 1977년에 뇌하수체 호르몬의 발견과 면역정량 방법의 개발에 관한 연구로 앤드루 섈리, 로절린 서스먼 얠로와 함께 노벨 생리학·의학상을 수상했다.

## 수상 경력
- 1977년: 미국 국가 과학상
- 1977년: 노벨 생리의학상
- 1977년: 딕슨상

## 관련 서적
- Wade, Nicholas (1981). 《The Nobel Duel》. 더블데이. ISBN 978-0-385-14981-5.